# Iglesia de Santa Materiana (Tintagel)
La Iglesia Parroquial de Santa Materiana en Tintagel es una iglesia parroquial de la Iglesia de Inglaterra en la Diócesis de Truro en Cornualles, Inglaterra, Reino Unido. Está situada en los acantilados entre Trevena y el castillo de Tintagel y está catalogada de Grado I.
La primera iglesia en el sitio probablemente fue en el siglo VI, fundada como una iglesia de Minster: estas son las únicas iglesias dedicadas a la santa, aunque se la suele identificar con Madryn, la princesa de Gwent.

## Edificio actual
La iglesia existente puede haber sido creada a finales del siglo XI o principios del XII. El historiador de arte  Nikolaus Pevsner (escrito en 1950)  sugirió que su diseño de la era normanda incluye algunas características sajonas, mientras que la torre puede estar fechada en el siglo XIII o XV. El cambio más significativo en su diseño fue la restauración en 1870 por James Piers St Aubyn que incluyó un nuevo techo. Los cambios posteriores incluyen el traslado del órgano de tubos (dos veces) y una serie de nuevas vidrieras: muchas de ellas representan a santos, entre ellas a Santa Materiana, San Jorge y San Piran. Hay tres copias modernas de pinturas antiguas y un hito romano que lleva el nombre del Emperador Licinio (muerto en 324). La torre tiene un repique de seis campanas, que datan de 1735 a 1945. A partir de 2016 se utiliza un órgano eléctrico en lugar del órgano de tubos. 

### Nave

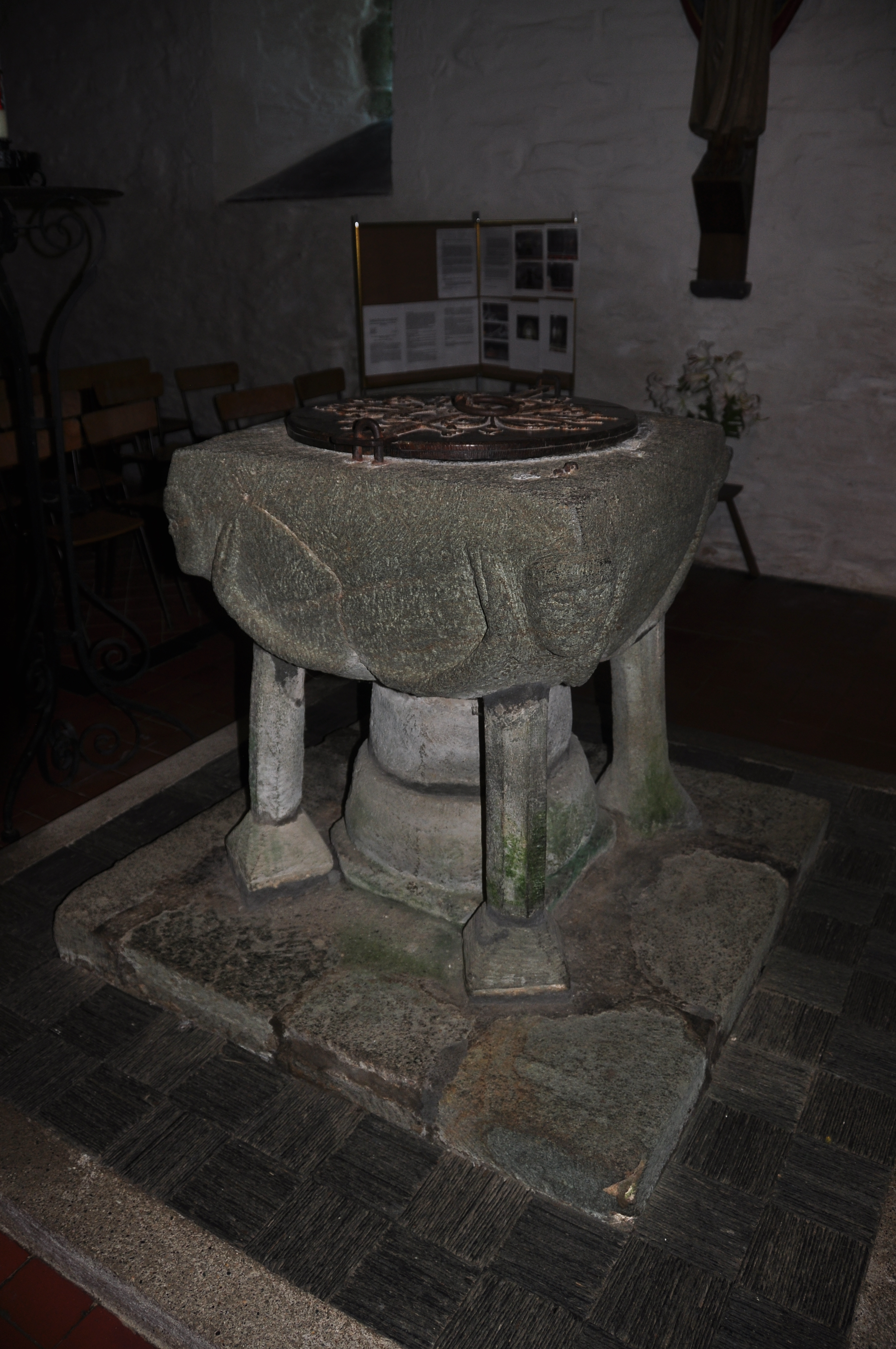
La fuente normanda

Tanto la puerta norte como la sur son normandas, la del norte más tosca y tal vez anterior a la del sur. El pórtico norte es probablemente del siglo XIV y el pórtico sur una reconstrucción posterior de un pórtico del siglo XIII. La fuente es normanda, bastante toscamente tallada en elvano: cada una de las cuatro caras está tallada con serpientes y cada esquina con una cabeza. Tres de las ventanas son normandas: la más grande de las otras representa a San Jorge. Los muros del espacio central de la torre (entre los transeptos) se planearon para soportar una torre, pero ésta nunca se construyó o se retiró después por ser insegura. La tapa de piedra del ataúd puede conmemorar a un sacerdote y es de finales del siglo XIII. 

### Coro y presbiterio

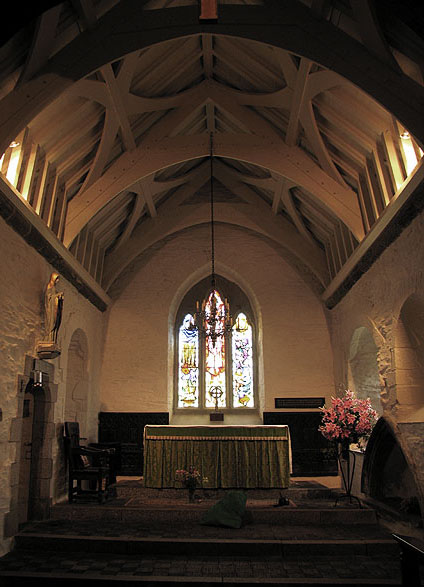
El presbiterio de la iglesia

El biombo (que habría tenido acceso al desván en el lado sur) es del siglo XV, pero el dosel ha sido eliminado, probablemente en la Reforma. El hueco en el muro sur se conoce como la Tumba del Fundador y es probablemente del siglo XIV. La ventana este, que es reciente, es un monumento al Padre Canner, vicario 1950-1976. En el muro norte hay una estatua del santo patrón en memoria del párroco Chapman, vicario 1894-1916. La capilla en el lado norte del coro es la vieja Capilla de la Dama, que es muy difícil de fechar: aunque debe ser posterior al coro, contiene un altar medieval de piedra. El hueco en el lado norte fue antiguamente el sitio del órgano pero más recientemente ha sido usado como sacristía. 

### Transeptos
El altar en el transepto norte es moderno y fue originalmente dedicado a Todos los Santos, pero ahora es generalmente conocido por el nombre de San Sinforiano desde la ventana detrás de él. Sinforiano, contrariamente a la tradición, es retratado como un obispo, y su supuesta conexión con esta área parece ser un error cometido por John Leland al escribir sobre las iglesias de Forrabury y Tintagel. La ventana norte conmemora a John Douglas Cook, editor del Saturday Review, que está enterrado en el cementerio cercano. 

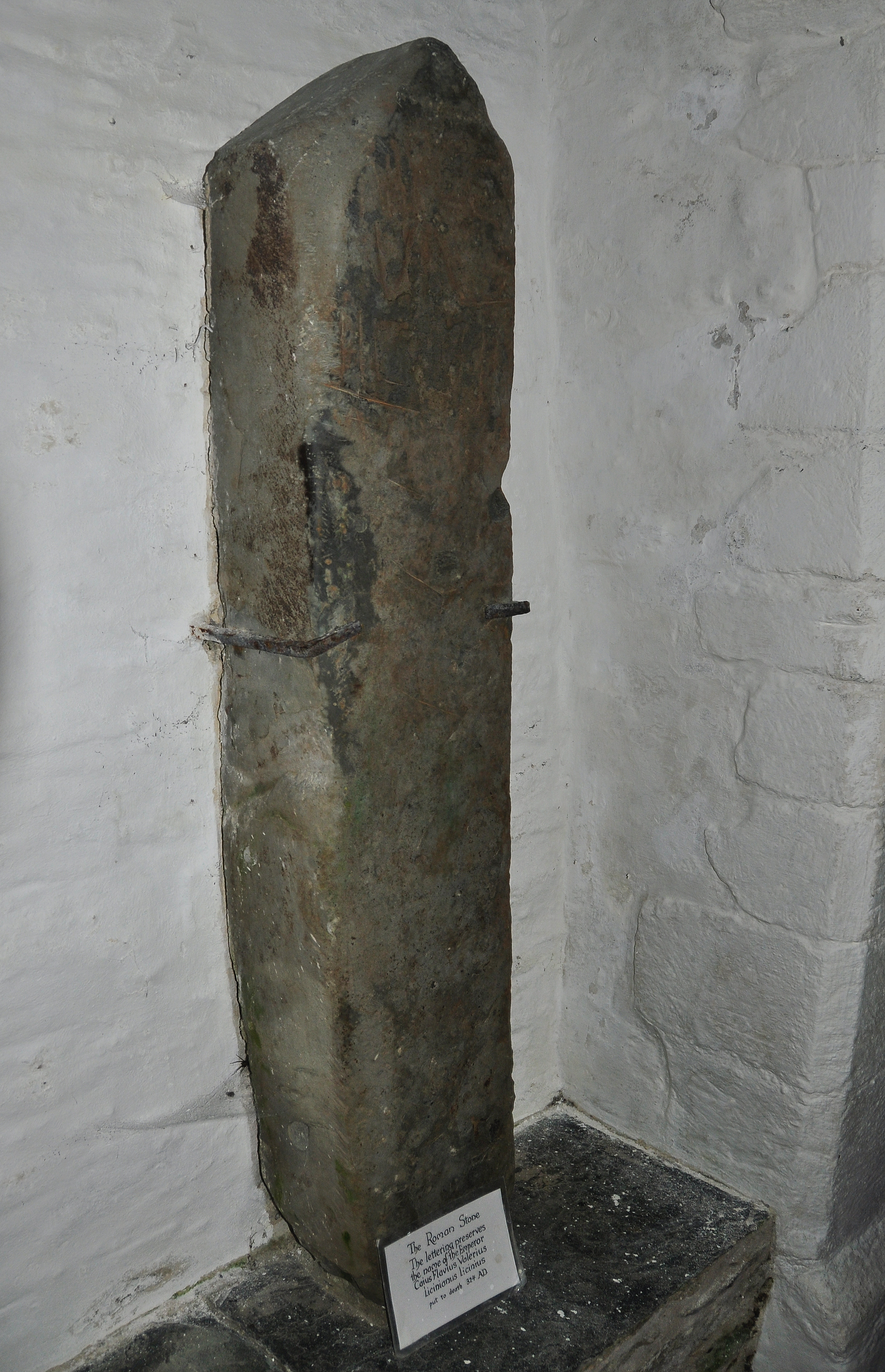
La piedra inscrita por los romanos en el transepto sur

El transepto del sur es algo más largo que el del norte y puede haber sido alargado para contener una tumba. Un banco de piedra rodea parte de los muros desde la época en que no había otros asientos en las iglesias. La piedra con la inscripción romana es de principios del siglo IV y fue encontrada en la entrada oeste del patio de la iglesia en 1889. El bronce conmemorativo es para Joan (m. 1430), madre de John Kelly que fue vicario aquí 1407-1427 y después decano de Crantock. Originalmente colocado bajo el altar, fue trasladado al final del transepto en 1871.

### Torre
La torre del extremo oeste se construyó en el siglo XIV y las almenas se añadieron en el XV. Las cinco campanas más antiguas están fechadas en 1735, 1785, 1828, y dos en 1868: la sexta fue añadida en 1945. La campana tenor pesa 7-0-10. La ventana oeste tiene un vitral de armadura moderna que representa escudos de armas relacionados con la historia de esta parroquia. 

## Cementerio

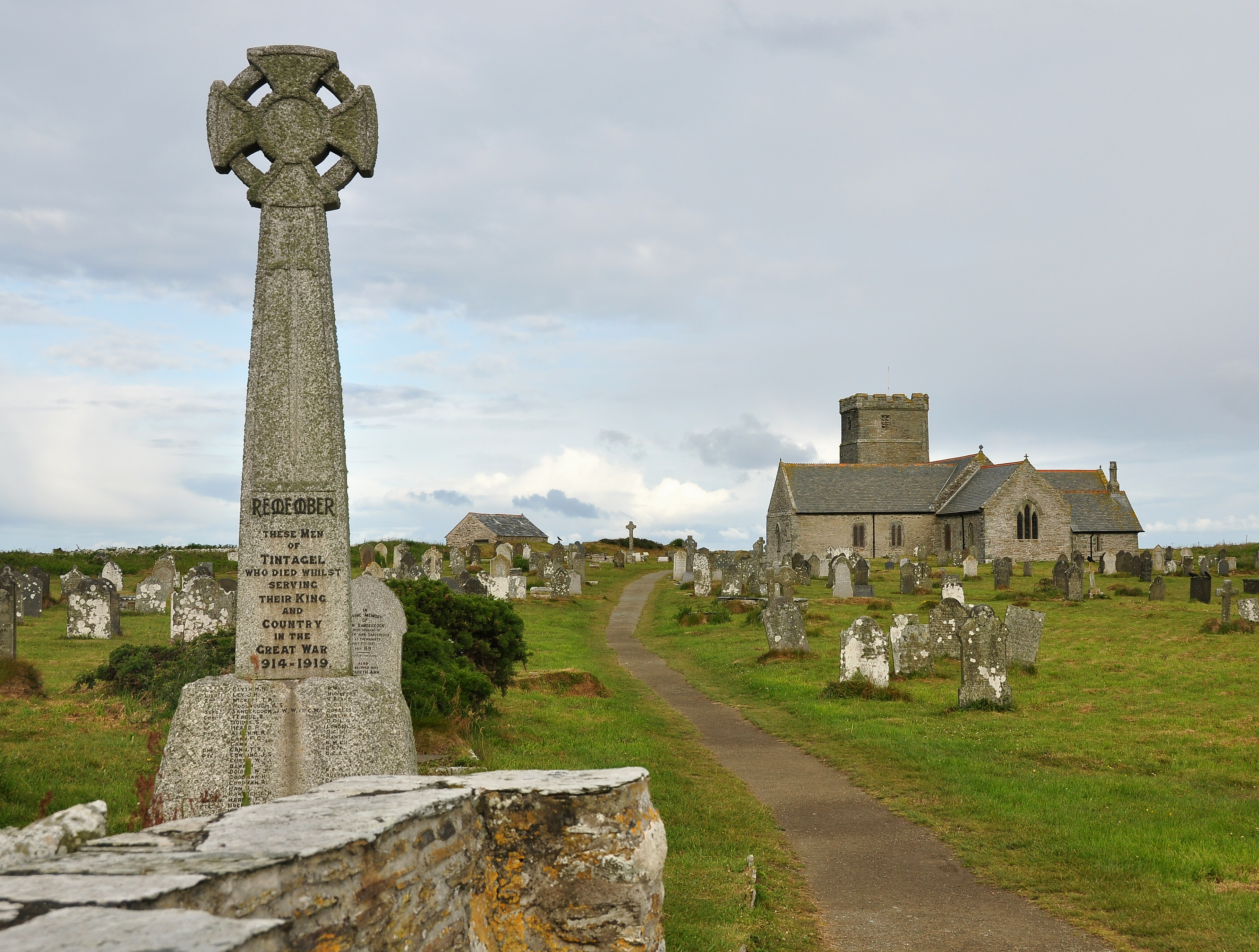
El monumento de guerra en la iglesia

Esto es inusualmente grande para un cementerio en Cornwall aunque aparentemente ha sido ampliado tres veces. Al este de la parte más antigua (que tiene una forma aproximadamente circular) hay áreas que entraron en uso probablemente a principios del siglo XIX y mediados del XX. La parte noreste fue previamente parte de las Tierras de Trecarne. La cruz del cementerio y el monumento a la guerra son modernos y están hechos de granito. Todas las lápidas pre-victorianas son de pizarra local: las primeras de ellas están entre 1690 y 1710. Hubo excavaciones aquí en 1990 y 1991 (al noroeste de la iglesia). 
Los monumentos más interesantes son la tumba de John Douglas Cook, editor fundador del Saturday Review (m. 1868) al noroeste de la iglesia, y la cruz de madera sobre la tumba de Domenico Catanese (m. 1893) al este. (El 20 de diciembre de 1893, en Lye Rock, la barca Iota fue empujada contra el acantilado. La tripulación pudo subir a la roca y aparte de un joven de 14 años se salvaron: su tumba está marcada con una cruz de madera (el nombre se da en el uso oficial italiano, el apellido primero: Catanese Domenico, en un salvavidas).
La ilustración de la chaqueta de J. L. Carr de Un mes en el Campo muestra la iglesia parroquial de Tintagel mientras que la historia se desarrolla en Yorkshire. La tumba fuera del muro del cementerio fue sugerida por Tintagel, donde se encontraron varias tumbas tempranas al arar las tierras de Trecarne y se excavaron en 1956. Fueron fechadas probablemente entre el 500 y el 1000 d. C. por el arqueólogo del condado.

## Registros parroquiales
Los registros parroquiales comienzan para los entierros en 1546, para los bautismos en 1569 y para los matrimonios en 1588. (Las entradas del registro hasta 1668 fueron todas escritas por un solo escriba que copió los registros anteriores).

## Vicarios
El primer vicario registrado fue Gervasio de Truueru en 1259; el que más tiempo sirvió a Gerance Davye, 1581-1629; y el segundo que más tiempo sirvió a Richard Byrn Kinsman, 1851-1894. Los patronos de la beneficencia desde 1534 han sido el Decano y los Cánones de Windsor . El patrocinio perteneció en los siglos XIII y XIV a la abadía francesa de Fontevrault (ahora conocida como Fontevraud-l'Abbaye ) en Anjou. 
- Gervase de Truueru			1259-1276
- Roger de Hemptone			1276-c. 1306
- Martyn Skynard			c. 1306-1321
- Hamund de Alternon			1321-1339
- Peter de Sulihulle			1339-1349
- Ralph Trevyseke			1349-1362
- Reginald Revel			1362-c. 1380
- Stephen Goof	          	        c. 1380-1400
- Peter Rous				1400-1407
- John Kelly				1407-1427 (después del decano de Crantock)
- Stephen Tremenhir			1427-1451
- John Gregory			1451-1477
- Nicholas Hawke			1477-1498
- Richard Lucas			1498-1534
- Robert Lee				1534-1542
- John Skelborne			1542-1564
- Anthony Belye			1564-1581
- Gerance Davye			1581-1629
- Matthew Sweetser			1629-1668
- Sylvester Sweetser			1668-1684
- John Gill				1684-1692
- Christopher Chilcott		1692-1726
- Edward Stephens			1726-1737
- Jonathan Baron			1737-1755
- James Evans				1755-1770
- Arthur Wade				1770-1810
- Charles Dayman			1810-1835
- Robert Stapylton Bree		1835-1851
- Richard Byrn Kinsman		1851-1894 (también agente honorario del castillo y prebendado de la catedral de Exeter)
- Arthur Grieg Chapman		1894-1917
- Arthur George Melville Rushton	1917-1919
- Charles Albert Treherne		1919-1920
- Archibald Blissard Blissard-Barnes	1920-1938 (la cochera de la vicaría fue convertida en la capilla Fontevrault en 1925)[14]
- Edward Dudbridge Arundell		1938-1945
- Denys Hewett Street			1945-1950
- Arthur Cuthbert Canner		1950-1976 (también cura entre 1941 - 1945)
- Ivan Henry Gregory S.S.C.		1977-1994
- Robin Thomas (sacerdote a cargo)	1994-1998
- David John Rake (sacerdote a cargo)	1998-2008
- John Barfoot (sacerdote a cargo) 	2008–presente

## Estado de la parroquia

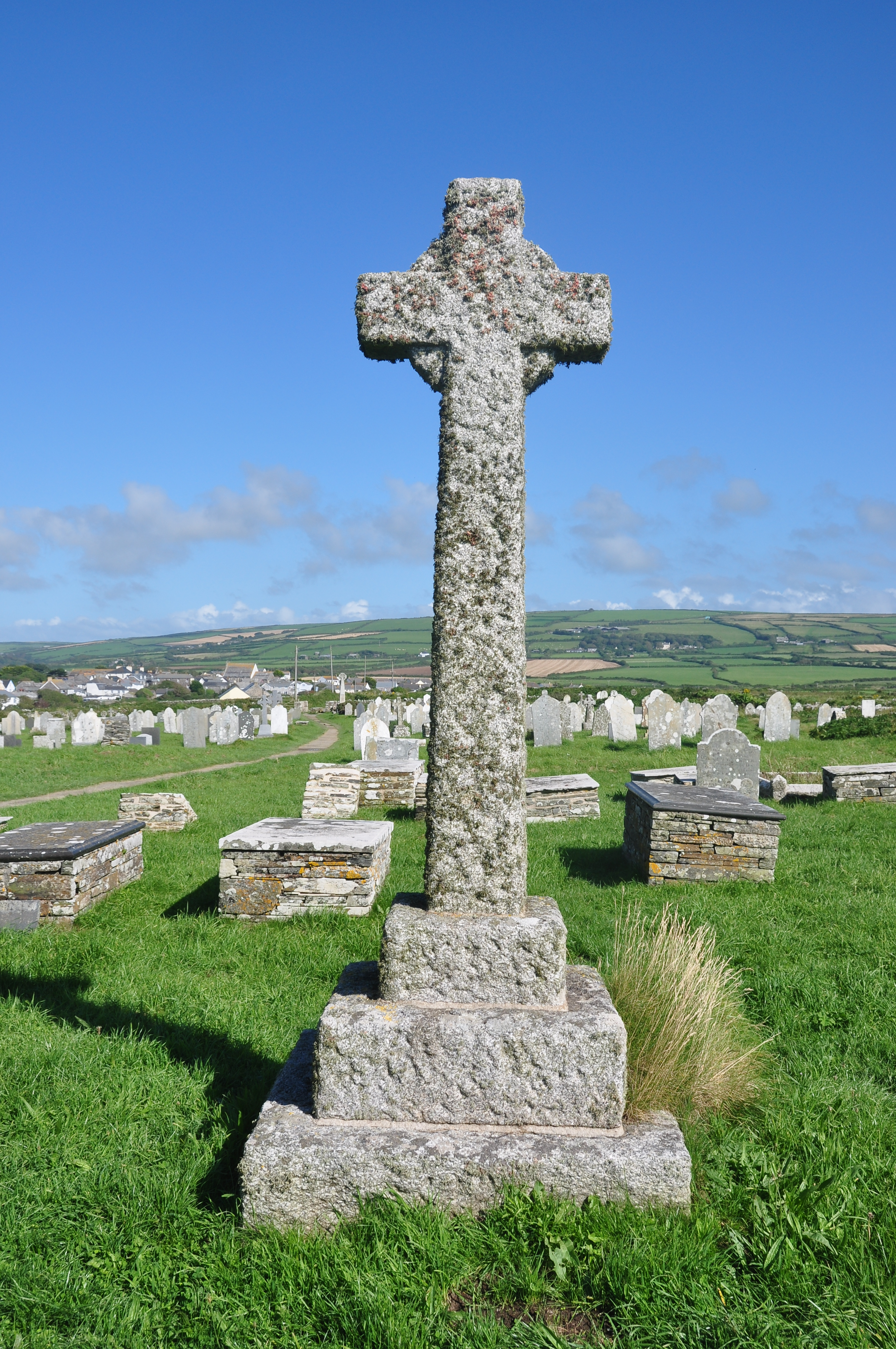
El patio de la iglesia mirando hacia Condolden con la moderna cruz del patio de la iglesia

La iglesia está en el grupo de parroquias de Boscastle y Tintagel que incluye:
- Iglesia de San Sinforiano, Forrabury
- Iglesia de Santa Merteriana, Minster
- La iglesia de San Miguel y todos los Ángeles, Lesnewth
- Iglesia de San Denis, Otterham
- Iglesia de Santa Julita, Santa Julieta
- La Iglesia de la Sagrada Familia, Treknow
- Iglesia de San Piran, Trethevy
- Iglesia de San Petroc, Trevalga

La parroquia estuvo hasta hace poco en el decanato de Trigg Minor, luego en el de Trigg Minor y Bodmin, pero ahora en el decanato de Stratton. 